# Криловка (Калінінградська область)
Криловка (рос. Крыловка) — селище Балтійського району, Калінінградської області Росії. Входить до складу Дивного сільського поселення.
Населення —  34 особи (2015 рік). 

## Населення
| 2002 | 2010 |
| ---- | ---- |
| 19   | ↗34  |